# Lobelia hotteana
Lobelia hotteana là loài thực vật có hoa trong họ Hoa chuông. Loài này được Judd & Skean mô tả khoa học đầu tiên năm 1987.